# Лоуэри, Джозеф
Джозеф Лоуэри (6 октября 1921, Хантсвилл, штат Алабама — 27 марта 2020) — священнослужитель Объединённой методистской церкви и руководитель Американского движения за гражданские права. Он позже стал третьим президентом Конференции южного христианского руководства после Мартина Лютера Кинга и его автоматически ставшего преемником соучредителя преп. д-ра Ральфа Дэвида Абернати, и участвовал в большинстве акций афроамериканского движения за гражданские права 1960-х.
В 2004 году Лоуэри воздали по заслугам на «Международной галерее славы гражданских прав» на месте Национальной исторической достопримечательности Мартина Лютера Кинга, расположенной в Атланте, Джорджия. По данным Службы национальных парков США Галерея славы была создана «чтобы признать заслуги бравых солдат справедливости, пожертвовавших и боровшихся ради того, чтобы сделать равенство реальностью для всех».

## Биография

### Ранние годы
Джозеф Лоуэри родился у Лероя и Доры Лоуэри 6 октября 1921 года. Он ходил в среднюю школу в Чикаго, живя у родственников, но вернулся в Хантсвилль, Алабама, чтобы закончить старшую школу. Затем он продолжил учебу в Ноксвиллском колледже и Алабамском сельскохозяйственном и механическом университете, затем получил степень бакалавра гуманитарных наук в Пэйн-колледже в Огаста (Джорджия). Затем Лоуэри поступил в Теологическую семинарию Пейна, чтобы стать священником. Преподобный Лоуэри является членом братства Альфа-Фи-Альфа.
Затем он получил степень доктора богословия в Чикагском экуменическом институте. Он женился на Эвлин Лоуэри в 1950 году, правозащитнице и руководителе в силу личных качеств, приходившейся сестрой покойному Гарри Гибсону, старшему пастору Конференции Северного Иллинойса Объединенной методистской церкви, Чикаго.
У четы Лоуэри трое дочерей: Айвон Кеннеди, Карен Лоуэри, и Шерил Лоуэри-Осборн.

### Карьера правозащитника
Лоуэри был пастором Объединёной методистской церкви на Уоррен-стрит, Мобил, Алабама. После ареста Розы Паркс в 1955 году, Лоуэри помог вести бойкот автобусных линий в Монтгомери. Он возглавил Ассоциацию Алабамы по гражданским делам, направлением деятельности была десегрегация в автобусах и общественных местах. В 1957 году вместе с Мартином Лютером Кингом основал Конференцию южного христианского руководства и впоследствии руководил организацией в качестве её президента с 1977 по 1997 годы.
На имущество Лоуэри был наложен арест в 1959 году штатом Алабама, как и на имущество других правозащитников, в ходе расследования дела о клевете. Верховный суд США постановил отменить данное судебное решение. Постановление было вынесено в результате проводимых Джозефом Лоуэри маршей от Сельмы до Монтгомери 1965 года. Лоуэри является членом-учредителем и экс-президентом «Блэк Лидершип Форум», консорциума афроамериканских правозащитных групп. Форум выступал с акциями протеста против апартеида в ЮАР с середины 1970-х вплоть до окончания правления там белого меньшинства. Джозеф Лоуэри был одним из пяти афроамериканцев, выступавшими с протестом перед посольством ЮАР в Вашингтоне во время движения "За свободную Южную Африку" (FSAM). Лоуэри работал пастором Каскадской объединенной методистской церкви в Атланте с 1986 по 1992 годы, пополнив паству на тысячи прихожан.
Лоуэри в последнее время не работал пастором, но продолжал активную правозащитную и христианскую деятельности.
В честь Лоуэри администрация города Атланта переименовала улицу Эшби-стрит в бульвар Джозефа Э. Лоуэри. Бульвар Джозефа Э. Лоуэри находится прямо на западе от центра города и идет с севера на юг начиная с Вест Мариетта-стрит близ кампуса Технологического института Джорджии и тянется до Уайт-стрит в пригороде Уэст-Энд, проходя через исторически чёрные высшие учебные заведения Атланты: Университет Кларк-Атланта, Спелманский колледж, Морхаусский колледж и Колледж Морриса Брауна. Вероятно, не по совпадению эта улица пересекается с улицей Мартина Лютера Кинга и шоссе Ральфа Дэвида Альбернати (близкий друг и сподвижник Мартина Лютера Кинга).

### Премии
Джозеф Лоуэри получил несколько премий. Национальная ассоциация содействия прогрессу цветного населения вручила на своем митинге 1997 года «за правозащитную деятельность» Премию за выдающиеся достижения. Он также получил премию от Центра Мартина Лютера Кинга Премию мира и от Уитни Йонга из Национальной городской лиги Премию за выдающиеся достижения в 2004 году. Журнал Эбони назвал его одним из пятнадцати величайших черных проповедников, описывая его как «совершенного оратора библейской общественной значимости, не боящегося поднять голос правды перед властью.» Лоуэри также получил несколько почетных степеней: Диллардского университета, Морхаусского колледжа, в котором учились три поколения Мартинов Лютеров Кингов, Университета штата Алабамы, Университета Алабамы в Хантсвилле и Университета Эмори. Лоуэри был награждён Президентской медалью свободы Бараком Обамой в 2009 году. Он также получил от Фреда Шатлсворта из Бирмингемского института гражданских прав Премию за отстаивание гражданских прав в том же году.

## Похороны Коретты Скотт Кинг и критика
В 2006 году на похоронах Коретты Скотт Кинг (жены Мартина Лютера Кинга, мл.), Джозефу Лоуэри стоя аплодировали в ответ на ремарку, перед четырьмя присутствующими президентами США:
Мы знаем, что не было никакого ОМП там. Но Коретта знала, и мы знаем, что у нас оружия неправильного курса прямо здесь. Миллион людей без мед. обеспечения. Нищета изобилует. Еще больше миллиардов на войны, но бедным — ни на цент больше!
Консервативные обозреватели заявляли, что его комментарий был неуместен в присутствии президента Буша. None of Mrs. Никто из семьи Кинг не возразил данной ремарке

## Инаугурационное благословение президента Барака Обамы
20 января 2009 года Лоуэри дал благословение на президентство 44-му президенту Соединенных Штатов Америки Бараку Обаме. Он начал со строк песни «Поднимите все свои голоса и пойте», также известной как «Национальный гимн негроидов» Джеймса Уэлдона Джонсона. Он завершил свою речь интерполяцией[что?] песни-блюза Биг Билла Брунзи:

Господь, во имя всех святых, покоящихся после их труда, в радость нового начинания, мы просим вас помочь на работать ради того дня, когда черных не будут просить пройти назад, когда коричневые не будут держаться поодаль, когда желтые будут чувствовать себя раскованно, и когда белые примут то, что правильно. Все те, кто несет справедливость, милосердие и любовь, давайте скажем Аминь! Аминь! Аминь!
Одиннадцать дней спустя после инаугурации Лоуэри присутствовал на 90-летии Мун Сон Мёна в Большой бальном зале Хаммерстайна, расположенного в Манхэттен-центре, и давал поздравительную речь. Завязывание отношений Лоуэри с Муном датируется по крайней мере серединой 1980-х, когда выступал на пикетах в защиту невиновности Муна, отбывавщего восемнадцатимесячное заключение в исправительном учреждении по обвинению в неуплате налогов, преследуемого правительством, по утверждению некоторых политиков, по причине расовой и религиозной нетерпимости. (См. Правительство США против Мун Сон Мёна). Как утверждает сам Мун в своих мемуарах, Обама, будучи еще малоизвестным сенатором, неоднократно посещал аффилированные с первым мероприятия, а в 1975 году на конференции в Чикаго в своем публичном выступлении Мун предсказывал, что «через 30 лет в Америке президентом будет черный мужчина от брака с белой женщиной».